# Diaea bengalensis
Diaea bengalensis es una especie de araña cangrejo del género Diaea, familia Thomisidae. Fue descrita científicamente por Biswas & Mazumder en 1981.

## Distribución
Esta especie se encuentra en India.